# Malînîșce, Brodî
Malînîșce (în ucraineană Малинище) este un sat în comuna Peneakî din raionul Brodî, regiunea Liov, Ucraina.

## Demografie
Componența lingvistică a localității Malînîșce
     Ucraineană (100%)
Conform recensământului din 2001, toată populația localității Malînîșce era vorbitoare de ucraineană (100%).